# 이스라엘-하마스 전쟁의 사상자
이스라엘-하마스 전쟁의 사상자에 관한 문서이다.
2024년 8월 9일 기준 이스라엘-하마스 전쟁에서 41,000명이 넘는 사람들(팔레스타인인 39,677명, 이스라엘인 1,478명)이 사망한 것으로 보고되었으며, 여기에는 언론인 113명(팔레스타인인 108명, 이스라엘인 2명, 레바논인 3명)과 인도주의적 구호 활동가 224명(179명 UNRWA 직원 포함)이 포함된다.
PCOSR 보고서에 따르면, 대부분의 사상자는 가자 지구에서 발생했으며, 가자 지구에서는 10월 7일 이후 가자 지구 주민의 60% 이상이 가족을 잃었다. UNOCHA가 보고한 사망자 수는 가자 보건부(GHM)에서 나온 것이다. 사상자 총계에는 보고된 모든 사망자가 포함되는 반면, 인구통계학적 분석에서는 관련 신원이 있는 사상자만 사용된다. GHM은 2024년 4월 30일 병원, 가족, 언론 보도를 통해 24,686명의 사상자가 구체적으로 확인되었다고 발표했다. 이 중 52%는 여성과 미성년자였으며, 43%는 18세 이상의 남성이었고, 5%는 연령이나 성별이 확인되지 않았다. GHM 수에는 "예방 가능한 질병, 영양실조 및 기타 전쟁 결과"로 사망한 사람은 포함되지 않는다. 가자 건강 예측 실무 그룹(Gaza Health Projections Working Group)의 분석에 따르면 질병 및 출산 합병증으로 인해 수천 명이 초과 사망할 것으로 예측되었다.
10월 7일 이스라엘에 대한 공격으로 민간인 815명을 포함해 1,139명이 사망했다. 가자 지구에 대한 이스라엘의 초기 공격 동안 추가로 251명이 인질로 잡혔다. 116명의 어린이를 포함해 479명의 팔레스타인인과 9명의 이스라엘인이 점령된 서안 지구(동예루살렘 포함)에서 추가로 사망했다. 이스라엘의 다른 지역과 레바논 남부, 시리아에서도 사상자가 발생했다.

## 같이 보기
- 이스라엘-하마스 전쟁
- 프로텍티브 에지 작전
- 가자 전투 (2007년)